# Cody Chesnutt

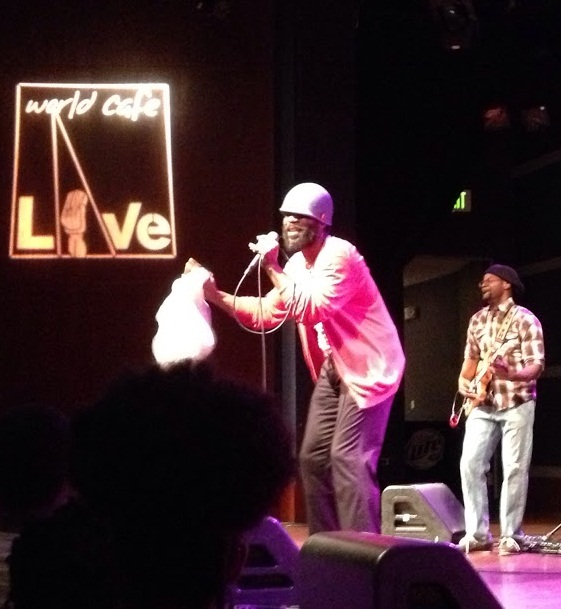
Cody Chesnutt. World Cafe Live. Philadelphia. 15 de junio de 2013.

Cody ChesnuTT (nacido en 1968, Atlanta, Georgia) es un cantante de neo soul estadounidense. En 1992 tras trabajar como operador de larga distancia, decidió comenzar su carrera musical, pero hicieron falta diez años para que se posicionara en el panorama musical. Desde pequeño aprendió a tocar la guitarra. Su padre era mánager de algunas bandas de R&B locales. Con trece años empezó a tocar la guitarra en algunas bandas de forma espontánea. Cuando ya tenía veinte años se unió como guitarrista a la banda Crosswalk. En 2002 contactó con la compañía Sonic Promiseland y empezó a grabar temas. Tras una década dedicado a la música consiguió editar un doble álbum con 36 canciones The Headphone Masterpiece. 
A pesar del éxito logrado con su primer disco, pasó una década alejado de la música que lo había encumbrado como estrella “underground”. Cody ChesnuTT regresó con un álbum que mezcla su pasión por el funk, con ecos de hip-hop y destellos de música soul (temáticamente emparentados con el What’s Going On de Marvin Gaye). Se trata de una colección de canciones íntimas, que hablan del cambio social y personal que ha experimentado este cantante de Atlanta durante los últimos años, y que ahora son definidos como la banda sonora más acertada de esta época. El disco se grabó en los Royal Studios de la ciudad sureña de Memphis, el mismo lugar donde Al Green y Ann Peebles crearon sus grandes éxitos en la década de los 70 a las órdenes de Willie Mitchell (presidente y productor de Hi Records). Su nueva obra se ha convertido en uno de los álbumes de música negra más apasionantes de los últimos tiempos.

## Discografía
Álbumes de estudio
- The Headphone Masterpiece (2002)
- Landing On A Hundred (2012)

EPs
- Black Sking No Value (2010)

Sencillos
- "The World is Coming" (2002)
- "The Seed (2.0)" (con The Roots) (UK #13) (2002)
- "The Last Adam"  (2006)
- "Afrobama" (2008)[1]
- "Come Back Life Spring" (2010)[2]